# Chartisté

Rytina z knihy True Stories of the Reign of Queen Victoria (autor Cornelius Brown)

Jako Chartisté se nazývali příslušníci masového demokratického hnutí v 19. století ve Velké Británii. Označení chartisté se odvozuje od tzv. Lidové charty (People's Charter) z roku 1838. Ta požadovala všeobecné rovné hlasovací právo pro muže nad 21 let a další reformy. Chartisté bývají považováni za první dělnické hnutí v novodobých dějinách. Za své ho přijímají jak socialisté, tak liberálové.